# نيستيا
نستيا Nestea هي علامة تجارية للشاي المثلج والمشروبات الباردة.
تملكها شركة نستله العالمية، وتصنعها شركة كوكاكولا، ويوزعها قسم المشروبات في شركة في نستله في الولايات المتحدة، وشركة بيفريدجز بارتنرز وورلدوايد (وهي شركة محاصة بين نسلته وكوكاكولا) في باقي دول العالم.
أكبر منافسيها ليبتون آيس تي (التابعة لشركة يونيليفر)، فيوز تي (التابعة لشركة كوكاكولا).